# Reuf Duraković
Reuf Duraković (* 21. März 1994 in Feldkirch) ist ein österreichisch-bosnischer Fußballtorwart.

## Karriere
Duraković begann seine Karriere beim SC Tisis, einem Verein aus dem Stadtteil Tisis seines Geburtsortes Feldkirch. 2008 wechselte er zur AKA Vorarlberg, ehe es ihn 2010 zum SC Austria Lustenau zog. Nachdem er 2010/11 nicht zum Einsatz gekommen war, wechselte er im Sommer zum Lokalrivalen FC Lustenau 07. Sein Debüt gab er im Spiel gegen den FC Blau-Weiß Linz. Im Jänner 2013 wurde er für ein halbes Jahr nach Italien zum AS Varese 1910 verliehen. Er kam dort nicht zum Einsatz. Nach seiner Rückkehr im Sommer war er ein halbes Jahr vereinslos, ehe der Regionalligaklub ihn FC Dornbirn 1913 im Jänner 2014 verpflichtete. Sein Debüt gab er gegen die WSG Wattens. Im Sommer 2014 wurde er vom Bundesligaverein SV Ried verpflichtet. In der Saison 2014/15 spielte er als Kooperationsspieler in der Regionalliga Mitte bei Union St. Florian.
Mit Ried stieg er 2017 aus der Bundesliga ab. Nach der Saison 2017/18 verließ er Ried.
Im Jänner 2019 wechselte er zum Bundesligisten SCR Altach, bei dem er einen bis Juni 2020 laufenden Vertrag erhielt. Nach eineinhalb Jahren und drei Bundesligaeinsätzen für Altach verließ er den Verein nach seinem Vertragsende nach der Saison 2019/20. Nach einer Saison ohne Verein wechselte er zur Saison 2021/22 zum viertklassigen FC Nenzing.